# Þjórsá
Þjórsá ([Thjórsá]) je řeka na jihozápadě Islandu. Je 230 km dlouhá a je nejdelší řekou na ostrově. Povodí má rozlohu 7530 km², z čehož tvoří 1200 km² ledovce.

## Průběh toku
Pramení na planině uprostřed ostrova. Mnoho pravých přítoků stéká z okraje ledovce Hofsjökull. Na svém toku vytváří četné vodopády. Na jejím přítoku Fossá se nachází vodopád Háifoss vysoký 122 m, který je 4. nejvyšší na ostrově, hned po vodopádech Morsárfoss, Glymur a Hengifoss. Ústí do Atlantského oceánu.

## Vodní režim
Průměrný roční průtok vody činí 390 m³/s. V zimě na horním toku zamrzá.

## Využití
Na středním toku byla vybudována vodní elektrárna Búrfellsvirkjun.